# Assaig del ballet a l'escenari
Assaig del ballet a l'escenari és una pintura a l'oli realitzada per Edgar Degas el 1874 i que actualment s'exposa al Museu d'Orsay de París.
Degas se situa en un dels laterals de l'escenari del Teatre de l'Òpera per mostrar-nos un moment de l'assaig, possiblement els instants previs a l'ordre d'inici del director, mentre les ballarines estiren els músculs i escalfen individualment. En aquesta ocasió el pintor ha recorregut a una escena panoràmica, sense tallar cap dels plans pictòrics. Les noies es van succeint en profunditat, distribuint-se ordenadament sobre l'espai. Per no deixar escapar cap detall va haver de realitzar uns vint estudis previs de figures, demostrant els seus desigs de triomfar, no deixant cap element a l'atzar. Seria aquesta l'única ocasió que Degas emprés la grisalla monocromàtica per realitzar una escena. Hi ha qui opina que es tractaria d'una prova per treballar sobre un gravat en fusta per a una revista anglesa, a causa de l'èxit que tenien aquestes imatges a Londres.